# Joshua Giddings
Joshua Giddings (Nottingham, 20 juli 2003) is een Brits wielrenner.

## Carrière
In februari 2024 won Giddings Brussel-Opwijk, een eendagskoers in het Belgische amateurcircuit. Een maand later werd hij elfde in de Dorpenomloop Rucphen en zevende in het eindklassement van de Olympia's Tour.
In 2025 werd Giddings prof bij Lotto, dat hem na twee seizoenen overhevelde vanuit hun opleidingsploeg. Zijn seizoensdebuut maakte hij in de GP La Marseillaise, waar hij ten val kwam en zijn sleutelbeen brak. Bij zijn rentree maakte hij meteen zijn debuut in de World Tour, toen hij aan de start stond van Milaan-Sanremo.

## Palmares

### Overwinningen
2023
1e etappe Ronde van de Elzas (ploegentijdrit)

### Resultaten in voornaamste wedstrijden
| Jaar | Milaan-San Remo | Gent-Wevelgem | Ronde van Vlaanderen | Parijs-Roubaix |
| ---- | --------------- | ------------- | -------------------- | -------------- |
| 2025 | 148e            | opgave        | opgave               | 54e            |

## Ploegen
- 2023 –  Lotto Dstny Development Team
- 2024 –  Lotto Dstny Development Team
- 2025 –  Lotto